# Playa de Aguete
La playa de Aguete es una playa gallega situada en el municipio de Marín en la provincia de Pontevedra, España. Tiene una longitud de 920 metros y está situada en la orilla meridional de la ría de Pontevedra, a 10 kilómetros de Pontevedra capital.

## Descripción
Es una playa en forma de media concha en la ría de Pontevedra en la parroquia de Seijo, en Marín. En los alrededores se encuentra el puerto de Aguete, donde fondean numerosos barcos, así como el puerto deportivo de Aguete y el Real Club de Mar de Aguete.La arena es dorada y la playa está resguardada de los vientos,con aguas tranquilas ideales para la práctica de deportes acuáticos: esquí acuático, vela, moto acuática, windsurf y patín de pedales.
Ondea en ella la bandera azul.

## Acceso
Desde Pontevedra, se coge la autovía costera PO-12 y PO-11 en dirección a Marín. En Marín se toma la carretera PO-551 y al final del recinto vallado de las instalaciones de la escuela naval, la pequeña carretera que conduce a las playas. Aguete es la tercera gran playa del camino, tras las de Portocelo y Mogor.

## Galería

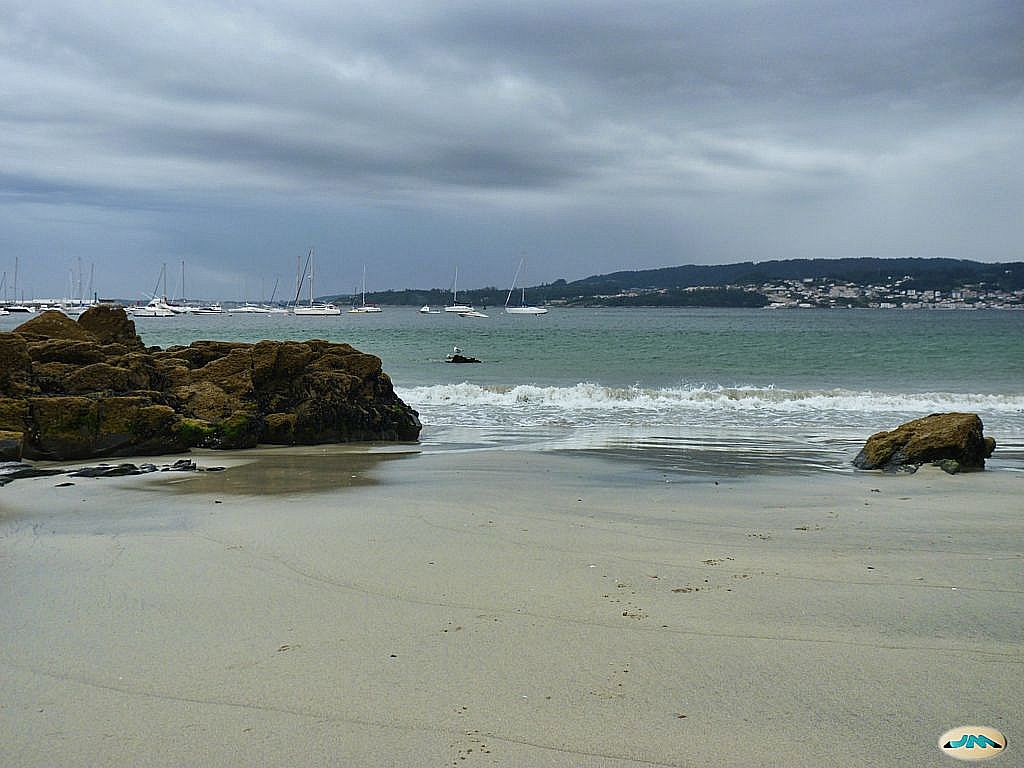
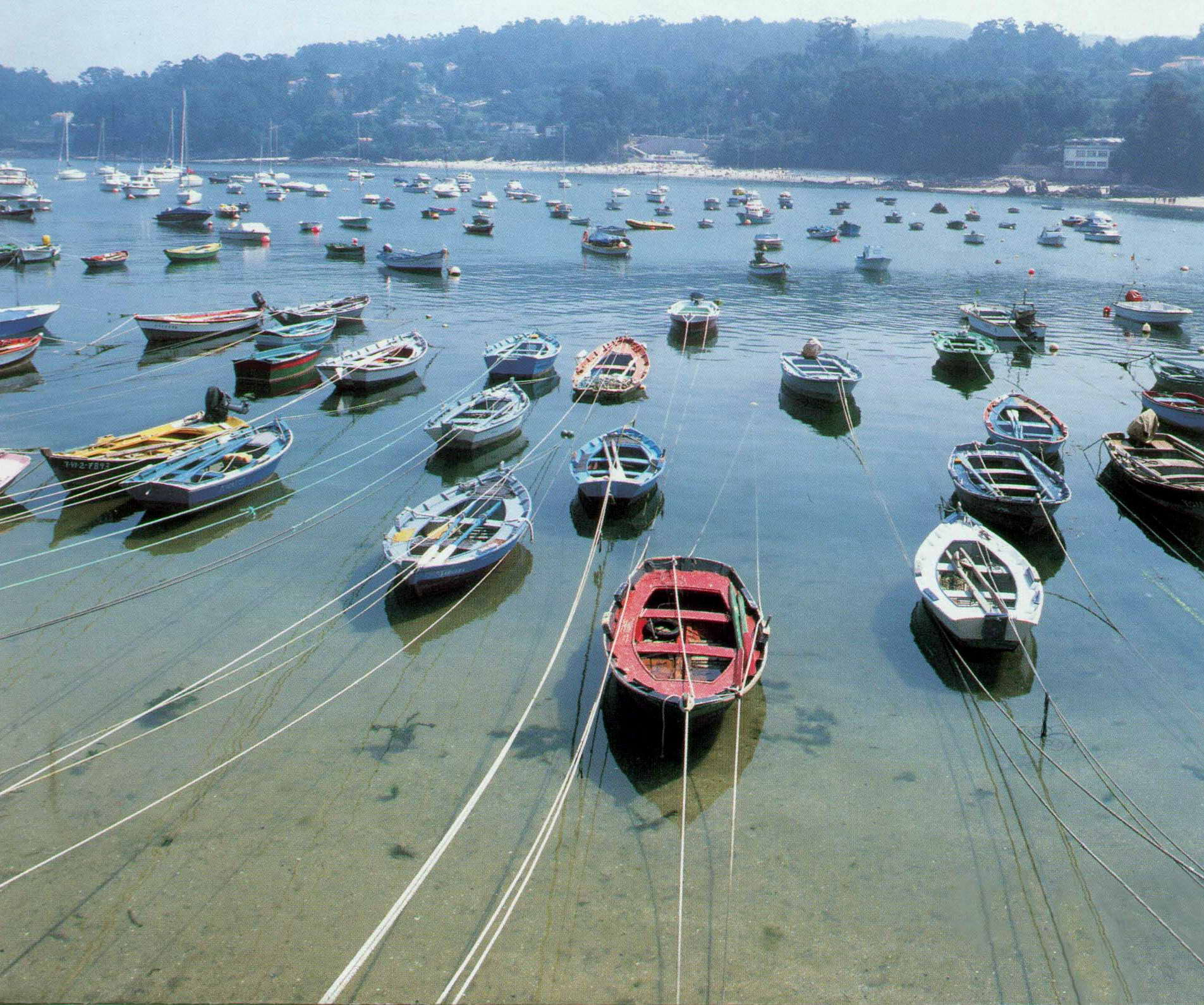
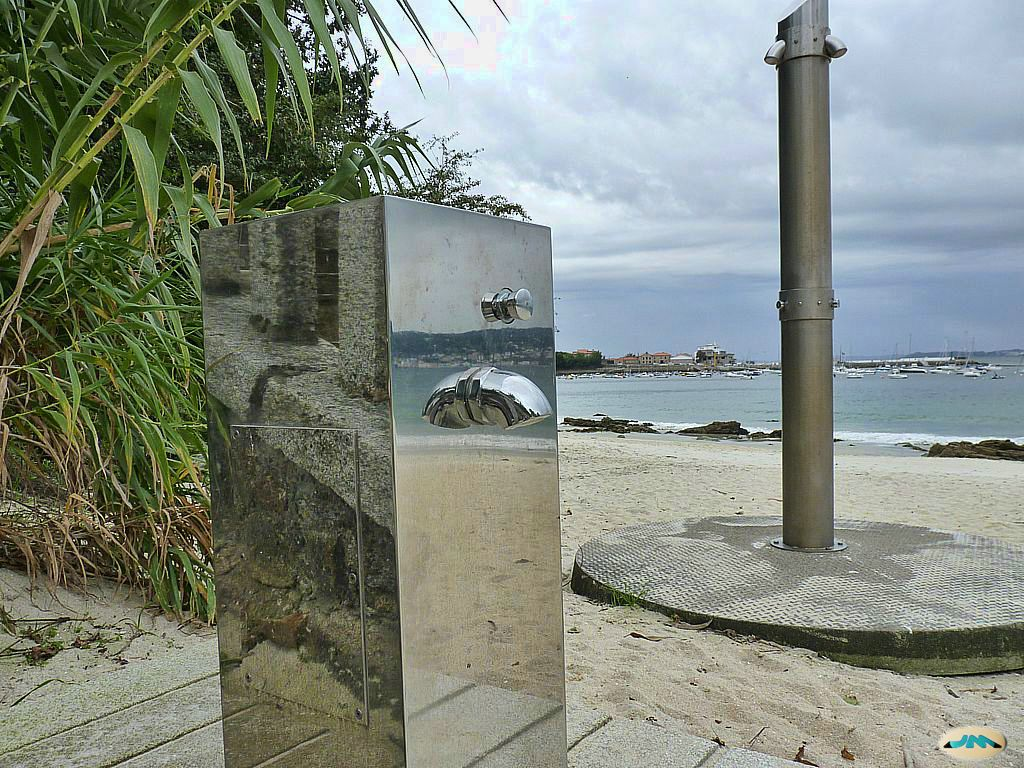
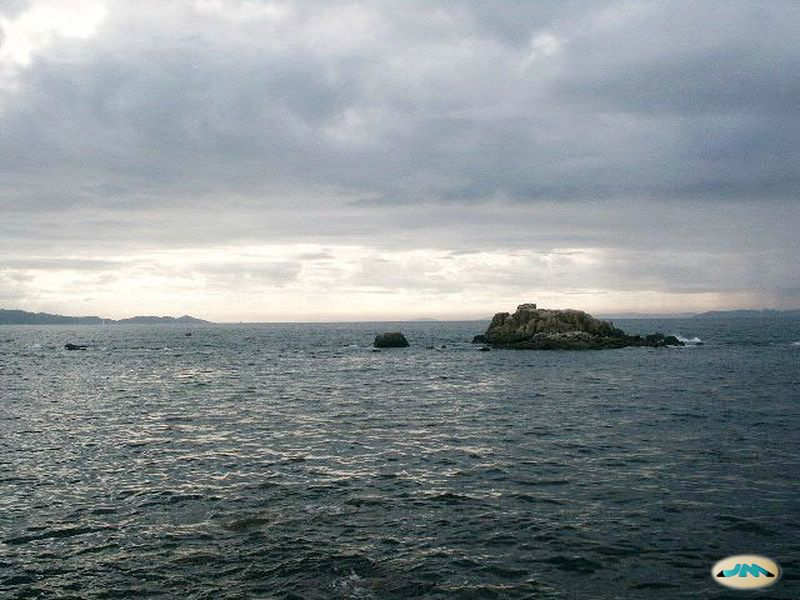
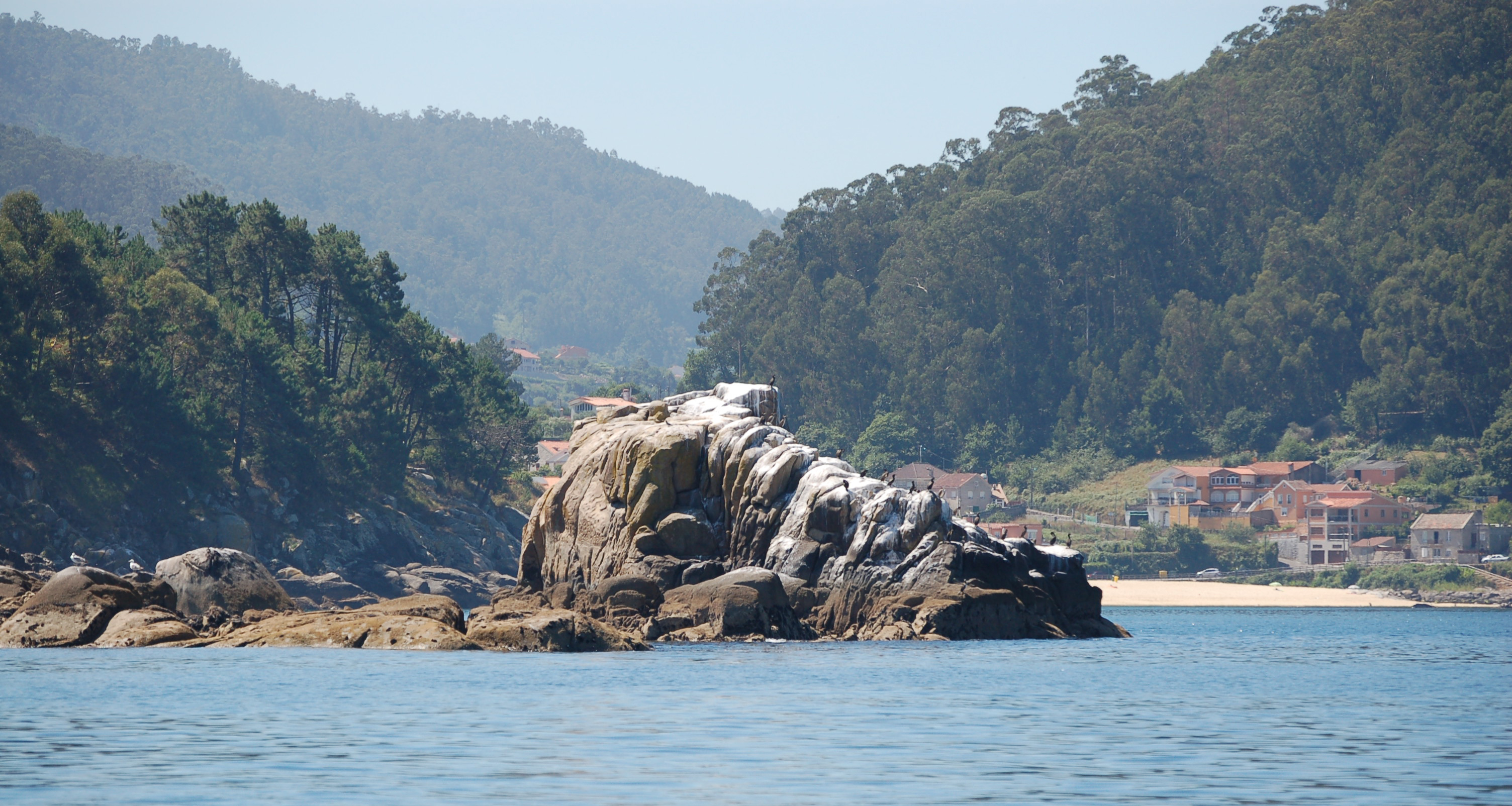